# Hygrotus zigetangco
Hygrotus zigetangco là một loài bọ cánh cứng trong họ Bọ nước. Loài này được Fery miêu tả khoa học năm 2003.